# ジェームズ・オバー
ジェームズ・オバー（James O'Barr, 1960年1月1日 - ）は、アメリカ合衆国のコミックアーティスト、作家、グラフィックデザイナーであり、『ザ・クロウ』シリーズの著者として知られる。

## 経歴
ミシガン州デトロイト出身。オバーはトレーラーハウスで生まれた。母親がアルコール依存症で刑務所や精神病院で多くの時間を過ごし、多くの男性と関係を持ち子供を産んでいた。その様な家族事情から母親が幼少の彼の面倒を見る事が出来なかった為、彼は異母兄に連れられて孤児となり7年間、孤児院や里親制度で様々な家の新しい家族の元で育った。学生時代のオバーはルネッサンスの彫刻や絵画などの写真を学んでいて、絵を描くのが好きだった。孤児であるオバーは定期的に里親の別家にいるという絶え間ない変化に新しい家族に馴染む事が出来ず、17歳の時に孤独だった彼はビバリーと出会い付き合った。養父の家を出てガールフレンドのビバリーと一緒に引っ越して一緒に暮らし始めた。1978年に高校卒業直前の18歳の時に飲酒運転をしていて酔った運転手によって彼の婚約者であるガールフレンドのビバリーが1人で歩道を散歩している時に殺された。最愛の婚約者を殺された、オバーはその悲しみに明け暮れ、婚約者を失った悲しみを克服する為に、その後アメリカ海兵隊に入隊した。海兵隊に入隊したオバーは駐留先のドイツの基地で軍の戦闘訓練マニュアルを図解していた。オバーは休暇に酒場でよく喧噪をしていたと言う。そして1981年に駐留先のベルリンにいたその頃に、オバーは本作の『クロウ』の作品計画を立てるようになり、20ドルの婚約指輪をめぐって若いカップルが殺害されると言う故郷のデトロイトの新聞記事を見た。オバーはその記事に強い関心を示し、クロウのコミック化に欲意をさらに固めた。
2年後の退役後にドイツから地元デトロイトに戻ったオバーは、婚約者ビバリーを殺した運転手を見付けて復讐して殺そうと考えていたが既に亡くなっていた為、断念している。その後も彼は絵画やイラストなど描き続け、自動車のボディショップなどの仕事をしたりしながら、若いカップルの殺害の記事を元に神秘のカラスの力で蘇った主人公が復讐する内容のコミックを描き、出版社を探していた。そしてついにキャリバーコミックのゲイリーリードの出版社を見付け、1989年にキャリバーコミックから『ザ・クロウ』が出版された。それ以来『ザ・クロウ』は世界中で750,000部以上を販売した。
彼が描いた『ザ・クロウ』は好評に付き1994年に『クロウ/飛翔伝説』として実写映画化された。その後も数多くの続編やスピンフのTVシリーズなどの作品が出るなど人気を博した。
また1990年代にトレント・レズナーのナッシング・レーベルと契約し、アバンギャルドメタルのen:Trust Obeyと提携した。オバーとコラボレーションし、『ザ・クロウ』のグラフィックノベルの為、Trust Obeyは1993年に『en:Fear and Bullets : Music to Accompany The Crow』と言うアルバムをリリースした。
『ザ・クロウ』の成功後にグラフィックノベルシリーズ『Gothik』の制作を始めた。
2000年にオバーは結婚し妻と共にテキサス州に移住し、現在もテキサス州に定住。
2013年に西部劇コミックである『Sundown』と言うiPhoneとiPad向けのモーションコミックを描き、また朝鮮戦争の長津湖の戦いで戦った3人のアメリカ海兵隊員を描いたコミックを発表した。
2013年に『ザ・クロウ』のリブート映画の可能性についてコンサルタントとして指名された。当初リブート映画化に反対であったが、2014年のインタビューで『ザ・クロウ』のリブート映画関与について話し、脚本家のクリフ・ドーフマンと共同で脚本を書いていると語っていた。 

## エピソード
『クロウ/飛翔伝説』の主演のブランドン・リーとは映画撮影の現場で仲良くなった。ブランドンが撮影中に事故で死亡するとオバーはブランドンの死に心痛め、深く傷ついていた。
当初オバーは『ザ・クロウ』の実写映画化の企画が持ち上がった時にエリック・ドレイヴン役にブランドン・リーが配役をやるのは不満で、オバーはジョニー・デップをキャストにしたいと考えていた。しかし、エリック・ドレイヴンと似たような風貌のキャラクターの作品である『シザーハンズ』のエドワード・シザーハンズ役にジョニー・デップが出演したばかりでジョニー・デップが断っていたと言う。またオバーは当時、ブランドン・リー出演の映画作品は『リトルトウキョー殺人課』しか見た事がなく、エリック・ドレイヴン役にブランドン・リーが決まった時、オバーは『リトルトウキョー殺人課』でのブランドンの対決シーンを見た後、クロウの映画が別のカンフー映画になってしまうのではないかとオバーは恐れていたと言う。しかし、映画撮影の現場でブランドンと会うとオバーは考えを改めブランドンを認めた。
ブランドンの死後、オバーはブランドンの婚約者だったエリザ・ハットンと親しい友人になり、エリザ・ハットンは、オバーがコミックを書いたことに対する罪悪感を克服するのを手伝ったとされている。
またオバーは『ザ・クロウ』の映画で得た収益は母親の為に車とサウンド・システムだけを購入し、残りのお金の殆どを恵まれない国際的な子供達の為にと慈善団体に寄付していた。2009年のコミコン・インターナショナルでのインタビューでオバーは「ブランドンと本当に親友だったので、私にとっては血のお金のように感じた」と話し、「彼を犠牲して利益を得ようとは思わないし、できる限り秘密にしていた。それを自分の手柄にするのは慈善事業ではありませんからね。」と慈善団体に寄付した理由について語っている。
ジョイ・ディヴィジョンとザ・キュアーの大ファンで描きながらよく彼らの曲をBGMで流していた。
かつてアメリカ海兵隊にいた事から、海兵隊のジャケットやキャップをよく身に着けている。